# Harsh noise wall
Pour les articles homonymes, voir HNW.
Genres associés
Harsh noise, japanoise
Le harsh noise wall (HNW), connu aussi sous les termes de mur bruitiste, de wall noise et de static noise, est un sous-genre extrême de la musique bruitiste qui consiste en des couches denses de sons statiques, jouées sans variation à volume élevé. Il est théorisé par le musicien français Romain Perrot, reconnu sous le nom de scène Vomir, chef de file du mouvement, dont il décrit les fondements esthétiques comme « pas d'idées, pas de changement, pas de développement, pas de divertissement, pas de remords. »

## Caractéristiques
Le harsh noise wall se caractérise par des compositions de sons denses et puissants joués simultanément, sans référence aux éléments musicaux traditionnels tels que la mélodie, le rythme ou l’harmonie. 
Jouées la plupart du temps à l’aide de synthétiseurs, de micros, d’instruments amplifiés, ou d’autre source sonore électronique,  ces compositions voient leur texture sonore manipulée et déformée dans une exploration continue d’intensité. L’aspect expérimental et performatif est fondamental dans cette pratique musicale. 
Le harsh noise wall cherche à troubler les repères du spectateur, menant parfois à des hallucinations auditives ou « Paréidolie noise ». Romain Perrot parle en ces termes de son projet Vomir « Mon bruit provoque le repli sur soi, l’époché (la mise en parenthèse) de ce qui nous entoure […] ».

## Popularité
Bien que restant largement underground, le harsh noise wall a entrainé un culte au sein de certains amateurs de musique bruitiste. Des évènements lui ont même été dédiés, comme le Harsh Noise Wall Festival, organisé par Vomir aux Instants chavirés, à Montreuil, en Seine-Saint-Denis.

## Artistes notables
Parmi les artistes influents de la scène harsh noise wall, on peut citer Vomir, le projet musical du français Romain Perrot, considéré comme à l'origine du mouvement, The Rita (qui a plus ou moins créé le genre en 1998) ou encore Werewolf Jerusalem.